# Udayavani
Udayavani is een Kannada-krant in de Indiase deelstaat Karnataka. De broadsheet werd in 1971 opgericht door Mohandas Pai en T. Satish U. Pai. Het onafhankelijke dagblad heeft een oplage van 250.000 exemplaren en komt uit in verschillende edities: Manipal, Bangalore, Mumbai, Hubli en Gulbarga. Het is gevestigd in Manipal en is eigendom van The Manipal Group.